# ProQuest Dissertations and Theses
ProQuest Dissertations and Theses (PQDT), anciennement ProQuest Digital Dissertations, est une base de données en ligne de ProQuest (en) qui indexe, résume et fournit un accès intégral à des dissertations ou mémoires et thèses. En 2021, elle comprend plus de 2,7 millions de documents répartis de 1637 à nos jours,. La seule base de données bibliographique est elle dénommée Dissertation Abstracts (en) ou Dissertations Abstracts International.
Un abonnement étendu (FullText) donne accès au texte intégral de ces thèses quand leur auteur en a donné l’autorisation. L'accès est payant pour certains textes.
Le PQDT publie chaque année plus de 90 % de toutes les thèses soumises par des établissements d'enseignement supérieur accrédités en Amérique du Nord, mais aussi d'Europe et d'Asie.
La numérisation des dissertations débute en 1997. En octobre 2015, ProQuest ajoute la possibilité pour les auteurs d'inclure un identifiant ORCID lors de la soumission d'une thèse.